# La Signora Ceppo
(La signora Ceppo in un corto di David Lynch)
Margaret Coulson, coniugata Lanterman, più nota come Signora Ceppo (Log Lady), è un personaggio immaginario della serie televisiva statunitense I segreti di Twin Peaks, creata da Mark Frost e David Lynch.
È interpretata da Catherine E. Coulson.
Impiegata della biblioteca ormai in pensione nonché convinta ambientalista, viene considerata pazza da molti abitanti di Twin Peaks poiché porta sempre con sé un piccolo ceppo di legno con cui ha un profondo legame mistico. Riferisce spesso visioni e messaggi premonitori provenienti dal ceppo stesso.
Alcune versioni della serie dispongono di brevi e criptici monologhi introduttivi del personaggio creati dallo stesso Lynch durante le sue escursioni nei boschi.

## Profilo
La Signora Ceppo ha un ruolo particolarmente controverso all'interno della serie; essa si aggira per la cittadina di Twin Peaks sempre accompagnata al suo ceppo di legno comportandosi in maniera non sempre educata ed impartendo criptici ammonimenti ai concittadini riguardanti presunte visioni del futuro. Dal momento che nella serie è stato spesso sottolineato come il legno abbia la capacità di contenere spiriti umani (un esempio di ciò è Josie che, dopo la morte, finisce intrappolata nelle pareti lignee del Great Northen Hotel) è lecito supporre che il ceppo cui Margaret si accompagna contenga lo spirito di suo marito, morto in un incendio nel bosco, fatto che spiegherebbe il motivo per cui sia in grado di ascoltarla e di parlarle: Margaret sarebbe l'intermediaria tra il ceppo e il mondo circostante.
Il personaggio dimostra inoltre una apparentemente irrazionale paura del fuoco, tale per cui in casa sua tiene il caminetto sbarrato. Successivamente la Signora Ceppo stessa giustifica tale terrore dicendo: «Il fuoco è il diavolo celato come un codardo nel fumo».
È dunque il diavolo il vero assassino di suo marito e, estendendo tale interpretazione alla frase cardine della serie: «Fuoco cammina con me», si può facilmente dedurre che il fuoco sia il simbolo del diavolo, il quale, come il parassita BOB e gli spiriti maligni della Loggia Nera, si impadronisce di un corpo umano, lo invade e si nutre di tutta la sua bontà, costringendolo ad ardere di perversione e cattiveria fino ad incenerirsi del tutto annullandosi nella morte. Tale interpretazione è assimilabile anche all'ammonimento che essa rivolge a Laura nel film prequel: «Quando si accende un fuoco simile a questo è molto difficile spegnerlo. Gli esili rami dell'innocenza bruciano per primi, poi si leva il vento e allora tutto il bene che uno ha dentro è in pericolo», la ragazza sta infatti bruciando del fuoco del diavolo dall'infanzia e, giunta a 17 anni il fuoco continua a consumarla fino a bruciare il suo ultimo ramo e ucciderla.
Il personaggio della Signora Ceppo nacque molti anni prima rispetto alla serie, durante il periodo delle riprese di Eraserhead, dove la Coulson svolgeva il compito di assistente alla regia per Lynch. Questi ebbe l'idea per uno show e le disse: «Quando ti metti gli occhiali, vedo un tronco tra le tue braccia. Un giorno realizzerò una serie e tu interpreterai una donna con un tronco». Lo show non fu mai realizzato, ma Lynch decise di riportare in vita il personaggio includendolo nell'universo di Twin Peaks, tanto da farle introdurre ogni episodio con monologhi criptici, definiti dalla Coulson come «flussi di coscienza» e «l'anima della serie».

## Biografia

### Antefatti
Margaret Coulson nacque a Twin Peaks, Washington, il 10 ottobre 1940. Ragazzina vivace e cuoriosa, anche se a volte un po' goffa, era chiamata da tutti Maggie.
Durante una gita scolastica nel 1947, all'età di sette anni, scomparve nei boschi adiacenti al lago Pearl assieme ai compagni di classe Alan Trahene e Carl Rodd. Ricomparvero incolumi il giorno successivo privi di qualsiasi ricordo. Il dottor Dan Hayward, padre del dottor Will Hayward notò una scottatura, dietro il ginocchio destro, dall'insolita forma geometrica (lo stesso vale per Carl Rodd). Dopo quell'evento diventò più taciturna e introversa, un suo amico dell'epoca Robert Jacoby scrisse, nell'articolo "Se questi boschi potessero parlare..." pubblicato sul Twin Peaks Post il 28 ottobre 1986: "... eppure ho sempre avuto la sensazione che ricordasse più di quanto lasciasse intendere".
Dopo aver finito il liceo presso il paese natale studiò Scienze forestali alla Washington University sperando di lavorare per il servizio forestale. Visto che il massimo che offrivano a una donna era il segretariato rifiutò, voleva stare in mezzo agli alberi, accettò successivamente un lavoro nella biblioteca locale.
Diversi anni prima dell'inizio della serie, Margaret si sposò con il taglialegna Sam Lanterman, il quale morì il giorno stesso del suo matrimonio mentre prestava soccorso nell'incendio scoppiato sul pendio del Blue Pine. Dopo tale evento cominciò a portare sempre con sé un piccolo tronco di legno, guadagnandosi così il soprannome denigratorio di "Signora Ceppo".
Il 18 febbraio 1989, cinque giorni prima della morte di Laura Palmer, Margaret avvicina la ragazza alla Roadhouse e, mettendo la mano sul suo ceppo la ammonisce cripticamente di quello che sarà il suo destino.

### NeI segreti di Twin Peaks
Il giorno seguente l'arrivo dell'agente speciale dell'FBI Dale Cooper per investigare sulla morte della ragazza, Margaret lo avvicina sostenendo che il suo ceppo abbia visto qualcosa la notte dell'omicidio e un giorno darà la sua versione. Di li a breve, nonostante l'iniziale scetticismo, Cooper comincia ad avere fiducia nelle previsioni della Signora Ceppo, la quale prevede le sorti di numerosi altri personaggi.
Quattro giorni dopo, l'agente si reca a casa della donna assieme allo sceriffo Truman, al dottor Hayward e a Hawk per prendere la deposizione del ceppo, scoprendo dunque, per bocca della donna, che la notte in cui Laura è morta, il suo ceppo ha sentito le urla della ragazza, oltre ad averla vista insieme a un'altra ragazza e due uomini: Ronette Pulaski, Jacques Renault e Leo Johnson.
Nell'episodio Anime solitarie conduce Cooper alla Roadhouse, dove questi ha una seconda visione del Gigante, il quale lo ammonisce: «Sta succedendo di nuovo!», riferito all'omicidio di Maddy Ferguson da parte di Leland, posseduto da BOB.
Durante il tragico concorso Miss Twin Peaks, lo squilibrato Windom Earle si presenta bizzarramente travestito come la Signora Ceppo e rapisce Annie Blackburn. Successivamente, prima che Cooper parta all'inseguimento dell'uomo, la vera Signora Ceppo si presenta all'ufficio dello sceriffo e consegna all'agente federale un vasetto d'olio recuperato anni addietro da suo marito al Glastonbury Grove, fornendogli con esso il mezzo per entrare nella Loggia Nera.

### InTwin Peaks(2017)
Nella nuova serie, la signora da alcuni indizi a Hawk riguardo al ritrovamento di Cooper, e successivamente muore a causa di una malattia incurabile non specificata, che le impediva di uscire di casa. Al momento del decesso, le luci del suo rifugio nel bosco si spengono. Al suo funerale assistono moltissimi cittadini di Twin Peaks.